# ずっと 前から
「ずっと 前から」（ずっと まえから）は、日本の女性アイドルグループAKB48の派生ユニット・フレンチ・キスの楽曲。楽曲は秋元康により作詞、Ryoにより作曲されている。2010年9月8日にユニットのデビューシングルとしてavex entertainmentから発売された。
楽曲のシングルCDは3種類がリリースされた。3種類ともジャケットのデザインが異なり、それぞれジャケットA、B、Cと区別されている。収録曲は3種それぞれで異なっている。ジャケットA、Bの形態にはそれぞれ収録内容の異なるDVDが付属している。両タイプのDVDとも、初回盤にはそれぞれの映像特典が収録されている。このほか特典として、3種とも初回盤のみイベント参加券およびトレーディングカード（全3種のうちランダムで1種）が封入されている。
キャッチコピーは「今なら、言えるのに…。なぜ、あの頃、言えなかったのだろう?」。
楽曲はNHK教育テレビ『メジャー第6シリーズ』のエンディング・テーマに使用された。

## シングル収録トラック

### ジャケットA
| 全作詞: 秋元康。 |                              |        |          |          |      |
| #                | タイトル                     | 作詞   | 作曲     | 編曲     | 時間 |
| 1.               | 「ずっと 前から」            | 秋元康 | Ryo      | Ryo      | 4:54 |
| 2.               | 「夜風の仕業」(歌：柏木由紀) | 秋元康 | 島崎貴光 | 増田武史 | 4:24 |
| 3.               | 「ずっと 前から」(カラオケ)  | 秋元康 |          |          |      |
| 4.               | 「夜風の仕業」(カラオケ)     | 秋元康 |          |          |      |

| #  | タイトル                               | 作詞 | 作曲・編曲 |
| -- | -------------------------------------- | ---- | ---------- |
| 1. | 「ずっと前から」(Music Clip)           |      |            |
| 2. | 「ドラマ「ずっと 前から」」            |      |            |
| 3. | 「ドラマメイキング映像」(初回限定特典) |      |            |

### ジャケットB
| #  | タイトル                       | 作詞   | 作曲     | 編曲           | 時間 |
| -- | ------------------------------ | ------ | -------- | -------------- | ---- |
| 1. | 「ずっと 前から」              |        |          |                |      |
| 2. | 「ある秋の日のこと」           | 秋元康 | 藤本貴則 | 野中“まさ”雄一 | 4:06 |
| 3. | 「ずっと 前から」(カラオケ)    |        |          |                |      |
| 4. | 「ある秋の日のこと」(カラオケ) |        |          |                |      |

| #  | タイトル                               | 作詞 | 作曲・編曲 |
| -- | -------------------------------------- | ---- | ---------- |
| 1. | 「ずっと 前から」(Music Clip)          |      |            |
| 2. | 「スペシャルコント映像」               |      |            |
| 3. | 「コントメイキング映像」(初回限定特典) |      |            |

### ジャケットC
| #  | タイトル                    | 作詞   | 作曲       | 編曲               | 時間 |
| -- | --------------------------- | ------ | ---------- | ------------------ | ---- |
| 1. | 「ずっと 前から」           |        |            |                    |      |
| 2. | 「てもでもの涙」            | 秋元康 | 寺畑早知子 | 田口智則、稲留春雄 | 3:39 |
| 3. | 「ずっと 前から」(カラオケ) |        |            |                    |      |
| 4. | 「てもでもの涙」(カラオケ)  |        |            |                    |      |